# 1896년 하계 올림픽 스위스 선수단
스위스는 1896년 4월 6일부터 15일까지 그리스 아테네에서 열린 제1회 하계 올림픽에 참가했다. 2개 종목에서 3명의 선수가 참가하였다.

## 메달 집계

### 종목별 참가 선수 및 메달 집계
| 종목 | 참가 선수 | 1 | 2 | 3 | 메달 합계 |
| 사격 | 1         |   |   |   | 0         |
| 체조 | 2         | 1 | 2 |   | 3         |
| 합계 | 3         | 1 | 2 | 0 | 3         |

### 메달리스트
| 메달 | 이름        | 종목 | 세부 종목   | 날짜     |
| ---- | ----------- | ---- | ----------- | -------- |
|      | 루이스 주터 | 체조 | 남자 안마   | 4월 9일  |
|      | 루이스 주터 | 체조 | 남자 도마   | 4월 9일  |
|      | 루이스 주터 | 체조 | 남자 평행봉 | 4월 10일 |

## 사격
| 선수            | 세부 종목     | 점수 | 순위 |
| 알베르트 바우만 | 200m 군사소총 | 1294 | 8    |

## 체조
| 선수        | 세부 종목 | 기록 | 순위 |
| 루이스 주터 | 도마      | ?    | 2    |
| 루이스 주터 | 안마      | ?    | 1    |
| 루이스 주터 | 철봉      | ?    | ?    |
| 루이스 주터 | 평행봉    | ?    | 2    |
| 샤를 샴포   | 도마      | ?    | ?    |
| 샤를 샴포   | 안마      | ?    | ?    |
| 샤를 샴포   | 평행봉    | ?    | ?    |

## 참고 문헌
- Lampros, S.P.; Polites, N.G.; De Coubertin, Pierre; Philemon, P.J.; & Anninos, C. (1897). 《The Olympic Games: BC 776 – AD 1896》 (PDF). Athens: Charles Beck. 2013년 1월 16일에 원본 문서 (PDF)에서 보존된 문서. 2010년 4월 9일에 확인함.
- Mallon, Bill; & Widlund, Ture (1998). 《The 1896 Olympic Games. Results for All Competitors in All Events, with Commentary》 (PDF). Jefferson: McFarland. ISBN 0-7864-0379-9. 2011년 5월 14일에 원본 문서 (PDF)에서 보존된 문서. 2010년 4월 9일에 확인함.
- Smith, Michael Llewellyn (2004). 《Olympics in Athens 1896. The Invention of the Modern Olympic Games》. London: Profile Books. ISBN 1-86197-342-X.
- Switzerland at the 1896 Athina Summer Games